# Owen Underhill

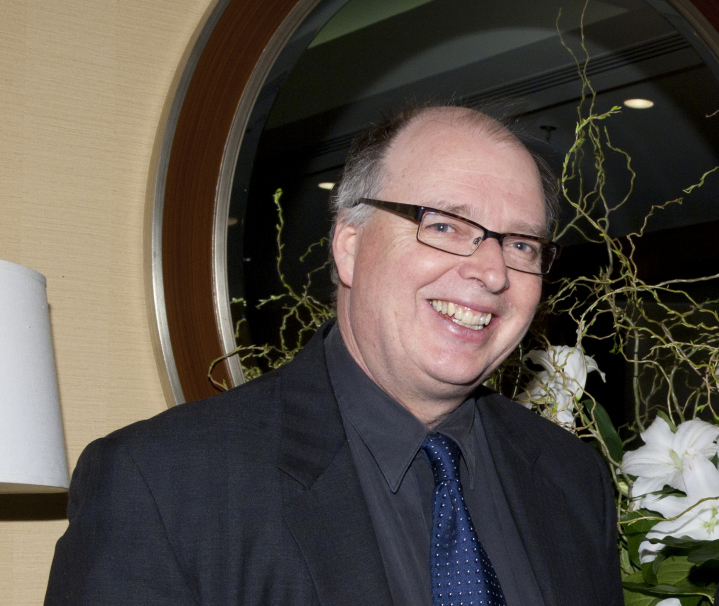
Owen Underhill, 2009

Owen Underhill (* 26. Januar 1954 in Regina/Saskatchewan) ist ein kanadischer Komponist, Dirigent, Flötist und Musikpädagoge.

## Leben
Underhill studierte von 1971 bis 1975 an der University of Victoria Komposition bei Rudolf Komorous und war dort Mitglied der Composer's Group, einer Gruppe von sieben jungen Komponisten, die zwischen 1973 und 1975 Konzerte in Victoria und Vancouver gab und 1975 eine Europatournee unternahm. Er setzte seine Ausbildung von 1975 bis 1978 an der Stony Brook University bei Bülent Arel fort und studierte nach der Erlangung des Mastergrades 1978 Musikanalyse bei den Darmstädter Ferienkursen und 1979 Computermusik am Massachusetts Institute of Technology.
Von 1976 bis 1981 wirkte Underhill an der Wilfrid Laurier University. Ab 1981 unterrichtete er am Centre for the Art der Simon Fraser University Komposition, Musiktheorie, Dirigieren und Aufführungspraxis. Ab 1981 war er Mitglied, von 1987 bis 2000 künstlerischer Leiter der Vancouver New Music Society, weiterhin war er Flötist und 1982–1983 künstlerischer Leiter der Western Front New Music, 1998 musikalischer Direktor des Sommerprogramms des Banff Centre for the Arts, 1999 Composer in Residence des Prairie Festival of New Music und von 2010 bis 2014 Präsident des Canadian Music Centre.
2002 war er Mitbegründer des Turning Poit Ensemble, das 2005 mit Judith Frost und Kompositionen von Barbara Pentland durch Kanada tourte und 2006 an einer Aufführung von Igor Strawinskis Geschichte vom Soldaten mitwirkte. Als Dirigent leitete er u. a. Arraymusic, das Manitoba Chamber Orchestra, das National Arts Centre Orchestra, das Vancouver Symphony Orchestra und das Victoria Symphony Orchestra.
Underhills Interesse gilt besonders der zeitgenössischen Musik. Er leitete die Uraufführungen von mehr als 140 Werken kanadischer Komponisten wie Glenn Buhr, Christopher Butterfield, Michael Bushnell, Dorothy Chang, Chan Ka-nin, José Evangelista, Anthony Genge, Melissa Hui, Rudolf Komorous, Michael Oesterle, John Oliver, Rodney Sharman, Ana Sokolovic und Linda Catlin Smith, auch arbeitete er mit internationalen Komponisten wie Louis Andriessen, Gavin Bryars, Sofia Gubaidulina, Gija Kantscheli, James MacMillan, Steve Reich, Toru Takemitsu und Judith Weir zusammen.
Neben zahlreichen kammermusikalischen Werken komponierte Underhill u. a. eine Oper, mehrere Ballettmusiken und Orchesterwerke, Lieder und Chorwerke. Er erhielt 1994 den Ersten Preis der Du Maurier Canadian Composers Competition (für Lines of Memory), wurde 2002 für einen Juno Award für die beste klassische Komposition nominiert und erhielt 2007 den Preis für klassische Komposition der Western Canadian Music Awards. 2013 wurde er Fellow der Royal Society of Canada.

## Werke
- D Moon 3 für Klarinette, Posaune, Perkussion, Gitarre und Klavier, 1975
- Arbre für Chor, Klavier, Perkussion, Akkordeon, Gitarre, Mandoline und Celesta, 1977
- Calico für Flöte, Oboe, Klarinette, Fagott, Horn, Geige, Bratsche und Cello, 1978
- Darmstadt Triptych für Klavier, 1978
- Holy Spring (Text: Dylan Thomas) für Chor und acht Stimmpfeifen, 1979
- They will sew the blue sail für Klarinette, Fagott, Trompete, Posaune, Geige, Kontrabass und Perkussion, 1979
- The Imaginary Winter Kaleidoscope für zwei Klaviere, 1979
- Two Preludes für Gitarre, 1982
- Escalator für Flöte, Oboe, Geige, Cello und Klavier zu vier Händen, 1982
- Partita fürMarimba, 1983
- Gradation in Crystal für Flöte, Oboe oder Horn und zwei Tasteninstrumente (Klavier oder Cembalo und Orgel), 1983, 1986
- Gray Glove für Sopran und Orchester, 1985
- Northern Line, Angel Station für Streichquartett, 1986
- Dedication, 6 pieces für Klavier, 1987
- Yeats Songs für Sopran, Cello und Klavier, 1987
- Celestial Machine für Brockflöte, Geige, Gambe und Cembalo. 1988
- Exit the King (Ionesco) für Sopran und Klavier, 1989
- At the Window für Bassklarinette, Trompete, Geige, Kontrabass und zwei Perkussionisten, 1990
- Labyrinth of Ears für Orchester, 1990
- Tenebroso für Akkordeon, 1991
- Bay of Dew für Holzbläserquintett und Klavier, 1991
- Swizzle Stick für Klarinette, Trompete, zwei Perkussionisten und Klavier, 1991
- From Angel Station: In Memoriam John Cage für Orchester, 1993
- Lines of Memory für Orchester, 1993
- The Star Catalogues, Oper (Libretto: Marc Diamond), 1994
- A Song from Solomon für Bariton und Klavier, 1994
- The Revealing für Orchester, 1995
- Hinge. Version A für Instrumentalensemble, 1995
- HB 25 für Flöte, Horn, Bassklarinette, Perkussion, Klavier, Geige, Cello und Kontrabass, 1996
- Psalm 8 für Chor und Orgel, 1996
- Surge Illuminare für Chor, Orgel und Trompeten ad lib., 1997
- Boy Wonder, Ballett, 1997
- String Quartet No. 3 -The Alynne, 1998
- Songs of the Common Day (Texte von Charles G. D. Roberts) für Kinderchor und Klavier, 1998–2001
- Trombone Quintet für Posaune und Streichquartett, 1999
- Two Songs without Words für Vibraphon und Klavier, 1998–1999
- By Backward Steps für Geige und Harfe, 2000
- The Gaze für Klarinette, Geige, Cello, Klavier und Perkussion, 2000
- The Faerie Queen (mit Michael Bushnell), Ballett nach Henry Purcell, 2000
- The Geometry of Harmony, in 10 parts für Flöte oder Piccoloflöte, Oboe oder Horn, Klarinette, Geige, Cello, Kontrabass, Perkussion und Klavier, 2001
- Magnificat für Chor, 2001
- Cantilena für Cello und Klavier, 2002
- The Widening Gyre für Flöte, Oboe, Klarinette, Bassklarinette, Fagott, Trompete, Posaune, Harfe, Klavier, Perkussion, Geige, Bratsche und Cello, 2002
- The Faerie Queen Suite für Kammerorchester (mit Michael Bushnell), 2002
- Prelude to Tristan and Iseult für Orchester, 2002
- Orpheus (mit Michael Bushnell), Ballett nach Christoph Willibald Gluck, 2002
- Tristan and Isolde (mit Michael Bushnell), Ballett, 2003
- Laments and Dances für Klarinette oder Baaklarinette, Trompete, zwei Perkussionisten, Klavier, Geige und Kontrabass, 2003
- Prelude--Veni Emmanuel für Trompete und Orgel, 2003
- Five in Three für Streichquartett und Klavier, 2003
- Canzone di Petra für Flöte und Harfe, 2004
- One Page Sonata für Klavier, 2004
- The Pleasant Life in Newfoundland für Männerchor, 2004
- Psalm 23 (In Memoriam Barbara Burnham) für Chor und Klavier, 2004
- Veni Domine für Chor und Holzbläserquintett, 2005
- Song of the Dodo (Text Meredith Quartermain) für Sopran und Bassklarinette, 2005
- Sakalaka für Flöte, Klarinette, Posaune, Geige, Cello und Klavier, 2007
- Still Image für Klarinettenquintett, 2007
- World of Light für Tenor und Orchester, 2007
- World of Light für Tenor und Orchester, 2007
- Remember (Text: Christina Rosetti) für Mezzosopran und Altflöte, 2007
- A Middle English Songbook für Chor und Kammerensemble, 2007
- Aleutian Madrigals (Text von Jerah Chadwick) für Alt, Tenor, Bariton, Bass und Kammerensemble, 2008
- In Ecclesiis für Chor und fünf Posaunen, 2009
- Cloud over Water für Vibraphon solo, 2009
- Imprint I + II für Instrumentalensemble, 2010
- String Quartet 4: The Night, 2011
- Three Reflections on Pride für Piccolo- oder Altflöte solo 2011
- Slender Gold für Dizi, Pipa, Zheng, Zhongruan, Sheng, zwei Erhu, chinesische Perkussion, Altflöte, Bassklarinette, Geige, Bratsche, Cello und Bass, 2011
- The View from Above für vier Trompeten, drei Posaunen, Tuba und zwei Perkussionisten, 2012
- Here be Dragons – Two Songs für Sopran, Sprecher, Laute, Altgambe, Oud und Perkussion, 2012
- Three Sitka Portraits nach Gedichten von Robert David Hoffmann für Chor, 2013
- Ten Miniatures für Flöte, Cello und Klavier, 2013
- Three times Four für vier Perkussionisten, 2014
- Duotone für Klarinette und Klavier, 2014
- The Curio Box für Instrumentalensemble, 2014

## Weblink
- Homepage von Owen Underhill